# Streblosoma toddae
Streblosoma toddae är en ringmaskart som beskrevs av Anne D. Hutchings och Smith 1997. Streblosoma toddae ingår i släktet Streblosoma och familjen Terebellidae.
Artens utbredningsområde är havet kring Nya Zeeland. Inga underarter finns listade i Catalogue of Life.